# 5号州际公路华盛顿州段
5号州际公路（英語：Interstate 5, I-5）华盛顿州段全长276.62英里，从美加边境向南延伸到华盛顿州与俄勒冈州的交界（哥伦比亚河）。